# Richard Archibald
Richard Archibald (Coleraine, Reino Unido, 18 de enero de 1978) es un deportista irlandés que compitió en remo.
Ganó dos medallas en el Campeonato Mundial de Remo, en los años 2005 y 2006. Participó en dos Juegos Olímpicos de Verano, en los años 2004 y 2008, ocupando el sexto lugar en Atenas 2004, en la prueba de cuatro sin timonel ligero.

## Palmarés internacional
| Campeonato Mundial | Campeonato Mundial | Campeonato Mundial | Campeonato Mundial        |
| Año                | Lugar              | Medalla            | Prueba                    |
| ------------------ | ------------------ | ------------------ | ------------------------- |
| 2005               | Kaizu (Japón)      | Medalla de plata   | Cuatro sin timonel ligero |
| 2006               | Eton (Reino Unido) | Medalla de bronce  | Cuatro sin timonel ligero |